# Seaforth, New South Wales
Seaforth este o suburbie în Sydney, Australia.